# Otto I. (Brandenburg)

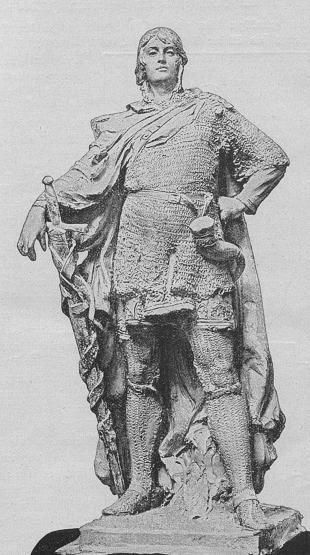
Denkmal Ottos I., Siegesallee, Berlin

Otto I. von Brandenburg (* 1125/26; † März 1184) aus dem Geschlecht der Askanier war von 1170 bis zu seinem Tode zweiter Markgraf von Brandenburg. Otto trieb den deutschen Landesausbau voran und stiftete das einflussreiche Kloster Lehnin in Lehnin in der Zauche.

## Leben

### Herkunft
Otto I. war der älteste Sohn von Albrecht dem Bären, dem Erwerber der späteren Mark Brandenburg, und der Sophie von Winzenburg. Brüder waren unter anderen Siegfried von Bremen, Bischof von Brandenburg und Erzbischof von Bremen und Bernhard, Herzog von Sachsen.
Der christliche Hevellerfürst und baldige Herr der Brandenburg, Pribislaw-Heinrich, war Ottos Taufpate. Als Taufgeschenk vermachte er den Askaniern die Zauche südlich der Havel.

### Bis zum Tod des Vaters
Otto wurde 1138 erstmals in einer Urkunde erwähnt. Seit 1144 wurde er mitunter wie sein Vater als marchio (Markgraf), ohne weiteren Zusatz, bezeichnet.
(Die Titulierung Markgraf von Brandenburg in einigen angeblichen Königsurkunden dieser Zeit sind wahrscheinlich Fälschungen aus späterer Zeit.)
Der Sohn war urkundlich belegt, zahlreich bei Handlungen an der Seite des Vaters beteiligt und nahm an Fürstensitzungen auf Reichsebene teil, wo er als Zeuge namentlich aufgeführt wird. In vielen Fällen begleitet und unterstützt von weiteren Brüdern Ottos, insbesondere vom nächstälteren Hermann.
Um 1148 heiratete Otto Judith, eine Tochter des polnischen Herzogs Bolesław III. „Schiefmund“. Die Verabredung zur Heirat erfolgte möglicherweise am 6. Januar 1148, als Otto mit den Brüdern Bolesław IV. und Mieszko III. in Magdeburg zusammentraf. Sie bedeutete eine strategische Unterstützung der polnischen Piasten.
Am 16. August 1170 wurde Otto bei der Weihe des Havelberger Doms erstmals im Gebiet an der Havel aufgeführt und in Abgrenzung zu seinen Brüdern, die eigene Herrschaften zuerkannt bekamen, als Markgraf von Brandenburg erwähnt. Behauptete Rechtsentscheidungen für Bürger von Havelberg und die Altstadt Brandenburg in einer angeblichen Urkunde aus demselben Jahr beruhen wahrscheinlich auf einer Fälschung aus späterer Zeit.

### Alleinregierung
Seit dem Tod des Vaters 1170 herrschte Otto selbstständig. Die aktive Reichspolitik seines Vaters führte er nicht in gleicher Weise fort. Viermal ist er in den Jahren seiner Regierung an der Seite des Kaisers verbrieft. Vom 21. Juli 1172 ist die älteste Urkunde erhalten, in der die königliche Kanzlei Otto als Markgraf von Brandenburg bezeichnete. Dies ist bemerkenswert, da sein Vater Albrecht von dieser nie als solcher bezeichnet wurde. Er schien sich besonders dem Landesausbau zu widmen, dem vermutlich schon unter der Regentschaft des Vaters, sein besonders Augenmerk galt. Besonders der Ausbau der linkselbischen Gebiete wurde mit dem Zuzug weiterer flämischer und rheinischer Kolonisten kräftig fortgesetzt. Hierbei zog es auch längst die ersten Siedlergruppen, unterstützt von altmärkischen Adelshäusern, in die rechtselbischen Gebiete.
An den langjährigen Kämpfen gegen den welfischen Herzog beteiligte sich Otto auffallend wenig. Im Jahre 1177 nahm er sogar gemeinsam mit ihm an einem Feldzug wider Herzog Kasimir I. teil und belagerte  Demmin. 1180 zog er ein weiteres Mal gegen Demmin und Stettin, wobei Kasimir getötet wurde. Dabei wurde Otto von Burggraf Siegfried von Brandenburg und weiteren Adligen begleitet. Dieser Kriegszug stand wahrscheinlich im Zusammenhang mit Einfällen der Pommern gegen die Mark Lausitz und Jüterbog im Jahr zuvor. In jenem Jahr wurden seine Brüder Siegfried Erzbischof von Bremen und Bernhard Herzog von Sachsen, was die Bedeutung der Familie im Reich erheblich anhob.

### Klostergründungen

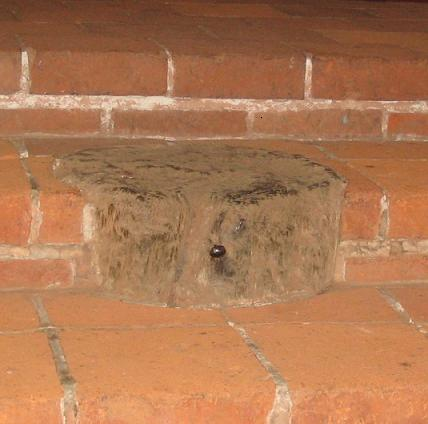
Altarstufen im Kloster Lehnin mit eingelassener Eiche zur Erinnerung an die Gründungslegende von Ottos Traum

Kurz nach seinem Sieg gründete Otto das erste Kloster in der Mark in Lehnin. Nach der Gründungslegende soll er nach anstrengender Jagd unter einer Eiche eingeschlafen sein. Im Traum erschien ihm immer wieder ein Hirsch, der ihn mit seinem Geweih aufzuspießen drohte und den er mit seinem Jagdspieß nicht abwehren konnte. In seiner Not rief Otto den Namen Christi an, woraufhin sich die Traumerscheinung endlich auflöste. Als Otto seinen Begleitern den seltsamen Traum erzählte, deuteten diese die Hirschkuh als Sinnbild für die heidnischen Slawenstämme und rieten ihm, an dieser Stelle eine Burg zu Ehren des Christengottes gegen die heidnischen Gottheiten zu errichten. Doch es sollte eine Burg Gottes, ein Kloster werden. In den Altarstufen der Klosterkirche ist ein Eichenstamm aus dieser Zeit eingelassen, der an die Gründungslegende erinnert. Otto stattete das Kloster mit Besitz aus und machte es zum Hauskloster der Askanier. Es blieb bis zu seiner Auflösung das wichtigste Mönchskloster der Mark Brandenburg.
1183 gründete Otto kurz vor seinem Tod noch ein Benediktinerinnenkloster in Arendsee in der Altmark.
1184 starb er und wurde im Kloster Lehnin bestattet.

## Ehen und Nachkommen
Otto war zuerst mit Judith, Tochter von Herzog Bolesław III. von Polen und Salome von Berg, verheiratet. Diese war Witwe des ungarischen Königs Laszlo II.
Kinder waren
- Otto II., Markgraf von Brandenburg
- Heinrich, erster Graf von Gardelegen.

Otto heiratete vor 1176 eine Adelheid unbekannter Herkunft.
Aus der Ehe ging hervor
- Albrecht II., Markgraf von Brandenburg

## Besitzungen
Otto erbte von seinem Vater einige Besitzungen
- Linkselbisch: Die Altmark um Salzwedel, Stendal und Gardelegen ohne Werben, das als eigene Grafschaft an seinen Bruder Dietrich ging
- Rechtselbisch: Die Zauche, das Havelland bis zur Höhe Spandau im Osten, Havelberg und die westlichen Teile der Prignitz.

Fortan waren diese Teile zu einem Fürstentum zusammengefasst, wenngleich in der weiteren brandenburgischen Geschichte, die Altmark immer wieder im Rahmen von Erbteilungen, an jüngere Linien der Markgrafen ging und es dadurch zu zeitweisen Abtrennungen kam.

## Denkmal OttosI. in der Berliner Siegesallee

Sibold, Otto I., Pribislaw-Heinrich

Ein Denkmal Ottos stand in der ehemaligen Siegesallee im Tiergarten in Berlin, dem 1895 von Kaiser Wilhelm II. in Auftrag gegebenen „Prachtboulevard“ mit Denkmälern aus der Geschichte Brandenburgs und Preußens.
Unter der Leitung von Reinhold Begas schufen zwischen 1895 und 1901 27 Bildhauer 32 Standbilder der Brandenburger Markgrafen von jeweils 2,75 m Höhe. Jedes Standbild wurde flankiert von zwei kleineren Büsten mit der Darstellung von Personen, die im Leben des jeweiligen Herrschers oder für die Geschichte Brandenburgs eine wichtige Rolle gespielt hatten. Bei der Denkmalgruppe 2 waren das die Büsten seines Taufpaten Pribislaw-Heinrich und des ersten Lehniner Abtes Sibold, der erschlagen wurde. Der monumentale Boulevard war bereits kurz nach seiner Fertigstellung umstritten und wurde vielfach belächelt – die Berliner Bevölkerung schuf den Begriff Puppenallee. Als einziger Frau, ist Elisabeth von Bayern-Landshut, der Gattin des ersten brandenburgischen Markgrafen aus dem Hause Hohenzollern, Friedrich I. von Brandenburg, ein Relief gewidmet, angebracht auf der Rückseite des Statuensockels.
Richard George beschrieb 1900 das Denkmal Ottos: „Markgraf Otto I. steht in der Reihe der Herrscher-Denkmäler in der Sieges-Allee, welche Berlin der Huld Kaiser Wilhelms II. verdankt, als zweite Statue. Das Denkmal ist eine Schöpfung des Bildhauers Max Unger, und zwar eine freie Phantasieschöpfung, da Bildnisse von den Askanierfürsten und ihren Zeitgenossen... nicht vorhanden sind. Der Künstler hat Otto I. als eine kraftvolle Jünglingsgestalt dargestellt. Der jugendliche Recke schaut sinnend in die Ferne, die Rechte stützt sich auf die Parierstange des Schwertes, die Linke lehnt sich auf die Hüfte. Das Hifthorn, das vom Gürtel herabhängt, kennzeichnet den Markgrafen als Weidmann. Bekleidet ist der Fürst mit Maschenpanzerhemd und Rüsthosen, die im Charakter des 12. Jahrhunderts gehalten sind; ein faltiger Mantel wallt bis zu den Füßen herab. Die Reliefs am Sockel stellen den Traum Ottos I. und die Kirche des Klosters Lehnin dar.“
Siehe ausführlich zu den Auseinandersetzungen um die Gründung der Mark Brandenburg und den Kampf der Askanier um Sachsen: Albrecht der Bär